# Eburia rotundipennis
Eburia rotundipennis es una especie de escarabajo longicornio del género Eburia, tribu Eburiini, familia Cerambycidae. Fue descrita científicamente por Bates en 1884.
Se distribuye por México.

## Descripción
La especie mide 21,2-26,5 milímetros de longitud. El período de vuelo ocurre en los meses de junio, julio y agosto.